# 荒正人
荒 正人（あら まさひと、1913年（大正2年）1月1日 - 1979年（昭和54年）6月9日）は、日本の文芸評論家。

## 来歴・人物
福島県相馬郡鹿島町（現・南相馬市）生まれ。旧制山口高等学校在学中、佐々木基一を知り、共にマルキシズムの学生運動に熱中した。1938年東京帝国大学英文科卒業。卒業後は東京新聞の文芸評論委員を務めた。
戦後、埴谷雄高・平野謙・佐々木基一・本多秋五・山室静らと『近代文学』を創刊。「第二の青春」などの評論を発表し、世代論、知識人論で加藤周一、中野重治らと論争を交わした。夏目漱石の研究でも一家をなし、1975年、漱石の生涯を詳細に調べた『漱石研究年表』で毎日芸術賞を受賞。ただし、この年表は典拠不明の記述や明確な誤りがあると度々批判されている。
1979年6月9日、法政大学文学部英文学科教授在任中、東京都杉並区の駒崎病院において、脳血栓のため死去。66歳没。没後、著作集が刊行された。
北欧文学にも造詣が深く、山室静とともにアイスランドを訪問し、ノーベル賞作家のハルドル・ラクスネスと会ったことがある。また推理小説を愛好し、推理小説関連の著作・訳書もある。第14回までの江戸川乱歩賞の選考委員をつとめ、西村京太郎を発掘した。初期の日本のSF小説の理解者としても知られる。
英文学者の植松みどりは長女、アメリカ文学者の荒このみは次女。親戚の一人に新左翼党派「戦旗・共産主義者同盟」の元代表・荒岱介がいる。

## 著書
- 『第二の青春』（八雲書店） 1947年
- 『負け犬』（真善美社） 1947年
  - 『第二の青春・負け犬』（冨山房百科文庫、渡辺一民解説） 1978年
- 『葉子、伸子、充子 読書ノート』（労働文化社） 1947年
- 『戦後』（近代文学社） 1948年
- 『赤い手帳』（河出書房） 1949年
- 『市民文学論』（青木書店） 1955年
- 『戦後文学の展望』（三笠書房） 1956年
- 『若き人々のための文学入門』（近代生活社） 1956年
- 『雪どけを越えて（政治と文学）』（近代生活社） 1957年
- 『小説家 現代の英雄』（光文社、カッパ・ブックス） 1957年
- 『夏目漱石』（五月書房、現代作家論全集） 1957年
- 『宇宙文明論』（平凡社） 1957年
- 『思想の流れ』（毎日新聞社） 1958年
- 『宇宙教室』（光書房） 1959年
- 『現代知性全集 37 荒正人集』（日本書房） 1960年
- 『評伝夏目漱石』（実業之日本社） 1960年
- 『夏目漱石 個人の自覚を求めた人』（宮木薫 挿し絵、岩崎書店、少国民の偉人物語文庫28） 1960年
  - 『夏目漱石 「こころ」を見つめて』（岩崎書店、愛と真実の人びと7） 1986年
- 『ヴァイキングの末裔 北欧紀行』（河出書房新社） 1962年
- 『世界の文学』（塙書房） 1965年
- 『「夏目漱石」入門』（講談社現代新書） 1967年
- 『ヴァイキング 世界史を変えた海の戦士』（中公新書） 1968年
- 『漱石研究年表』（集英社、漱石文学全集 別巻） 1974年、増訂版 1984年
- 「荒正人著作集」全5巻（三一書房） 1983 - 1984年
1)『第二の青春』
2)『文学的回想』
3)『市民文学論』
4)『宇宙文明論』
5)『小説家夏目漱石の全容』

## 編著・共著
- 『戦後批評集 近代文学篇』（双樹社） 1949年
- 『日本の近代文学』（平田次三郎共著、実業之日本社） 1951年
- 『世界人名百科辞典』（村上政之共編、青渓書院） 1951年
- 『昭和文学研究』（編、塙書房） 1952年
- 『文芸事典』（編、河出書房） 1953年
- 『大衆文学への招待』（武蔵野次郎共編、南北社） 1959年
- 『近代日本の良心』（編、光書房） 1959年
- 『推理小説への招待』（中島河太郎共編、南北社） 1959年
- 『ジョイス入門』（佐伯彰一編、南雲堂） 1960年
- 『エリオット入門』（小野協一編、南雲堂） 1961年
- 『ドストエーフスキイの世界』（編著、河出書房新社） 1963年
- 『対話宇宙探訪 宇宙科学をめぐる九つの対談』（編、講談社、ブルーバックス） 1964年
- 『思想家の名言』（編著、実業之日本社） 1967年
- 『谷崎潤一郎研究』（編著、八木書店） 1972年

## 翻訳
- 『太平洋航海記』（キャプテン・クック、河出書房） 1955年、現代教養文庫 1980年
  - 改訂『キャプテン・クック　科学的太平洋探検』植松みどり 改訳（原書房、大航海者の世界） 1992年
- 『闇からの声』（イーデン・フィルポッツ、東京創元社） 1956年、（講談社、世界推理小説大系） 1972年
- 『予言の肖像画』（ナザニエル・ホーソン、時事通信社出版局） 1956年
- 『現代文明と科学』（スミッソウニアン研究所編、法政大学出版局） 1969年
- 『フォースター　新集・世界の文学28』（中央公論社） 1970年

「天使も踏むを恐れるところ」を訳
- 『赤毛のレドメイン家』（イーデン・フィルポッツ、講談社、世界推理小説大系） 1972年、講談社文庫 1977年